# Marius Prekevičius
Marius Prekevičius (Gargždai, 22 aprile 1984) è un allenatore di pallacanestro ed ex cestista lituano.

## Carriera
Con la Lituania ha disputato i Giochi olimpici di Pechino 2008.

## Palmarès
- Eurocup: 1

Lietuvos rytas: 2008-09
- BBL Challenge Cup: 1

Juventus Utena: 2010-11